# Arthur Ehringhaus

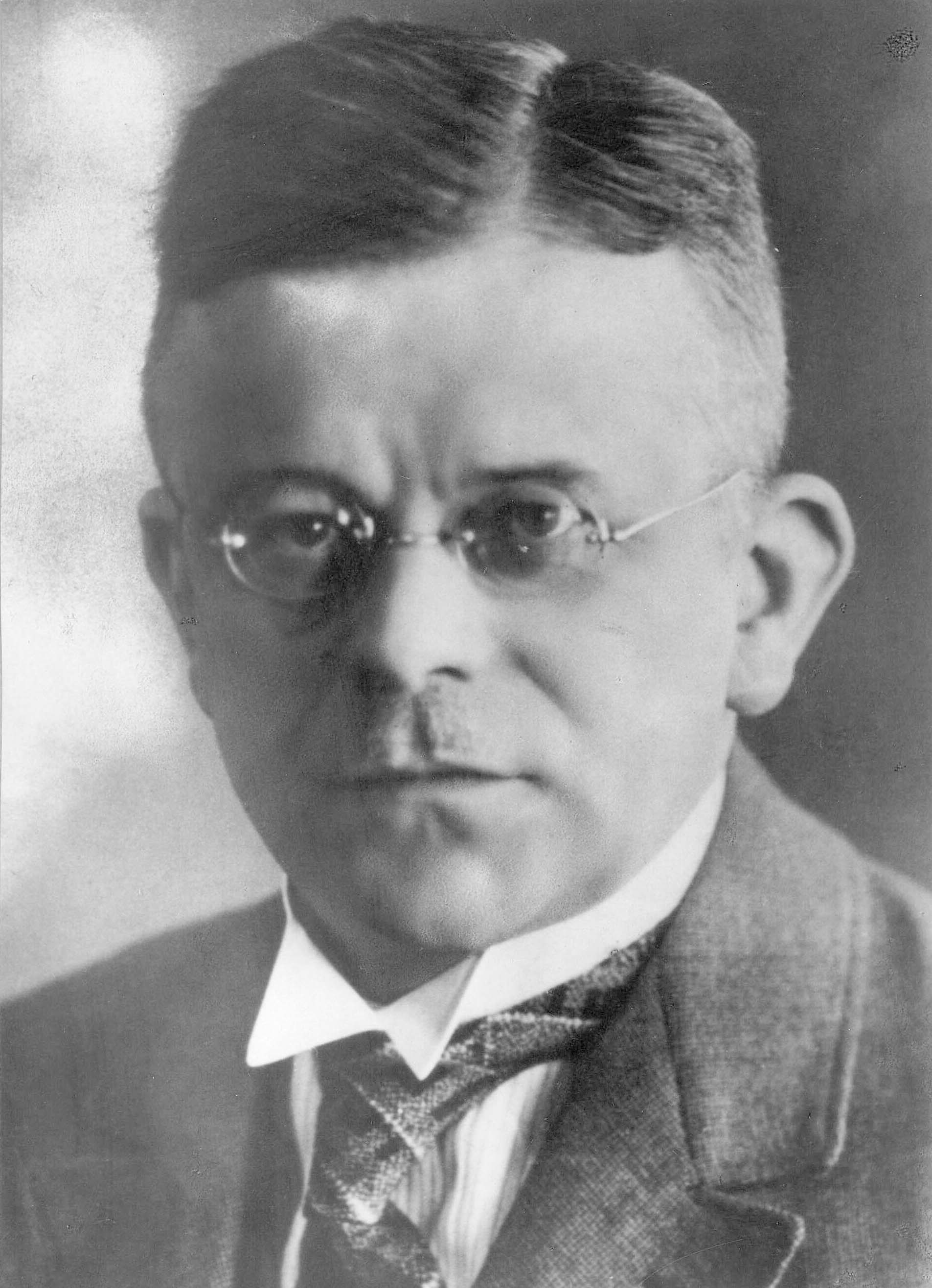
Arthur Ehringhaus, undatiert

Arthur Erich Ehringhaus (* 24. November 1889 in Mettmann; † 11. Januar 1948 in Göttingen) war ein deutscher Mineraloge. Er wurde vor allem bekannt durch seine Arbeiten zur Polarisationsmikroskopie und Polarimetrie.

## Leben und Wirken
1904 bis 1909 absolvierte er die Obertertia am Städtischen Realgymnasium in Düsseldorf. Anschließend widmete er sich dem Studium der Mathematik, Physik, Chemie, Mineralogie, Geologie und philosophischer Fächer an der Universität Göttingen mit erfolgreicher Prüfung für das Lehramt an höheren Schulen am 5. Dezember 1913.
Kurz darauf trat er in das vom Geheimen Bergrat Otto Mügge geleitete Mineralogisch Petrographische Institut der Universität Göttingen wieder ein. Seine Forschungsarbeit beschäftigte sich mit kristalloptischen Versuchen, welche ihn zur Entwicklung eines Thermostaten für Temperaturen zwischen −65 °C und −120 °C brachte. Die Spektralanalyse der Interferenzfarben an einer der optischen Achse des Eises parallelen Platte fotografierte er auf Lumière-Platten. 1916 promovierte er in Göttingen mit dem Thema „Beiträge zur Kenntnis der Dispersion der Doppelbrechung einiger Kristalle“. Zunächst ab 1914 als Hilfsassistent, war er seit 1916 als wissenschaftlicher Mitarbeiter und später wissenschaftlicher Leiter bei der Firma R. Winkel GmbH in Göttingen angestellt.

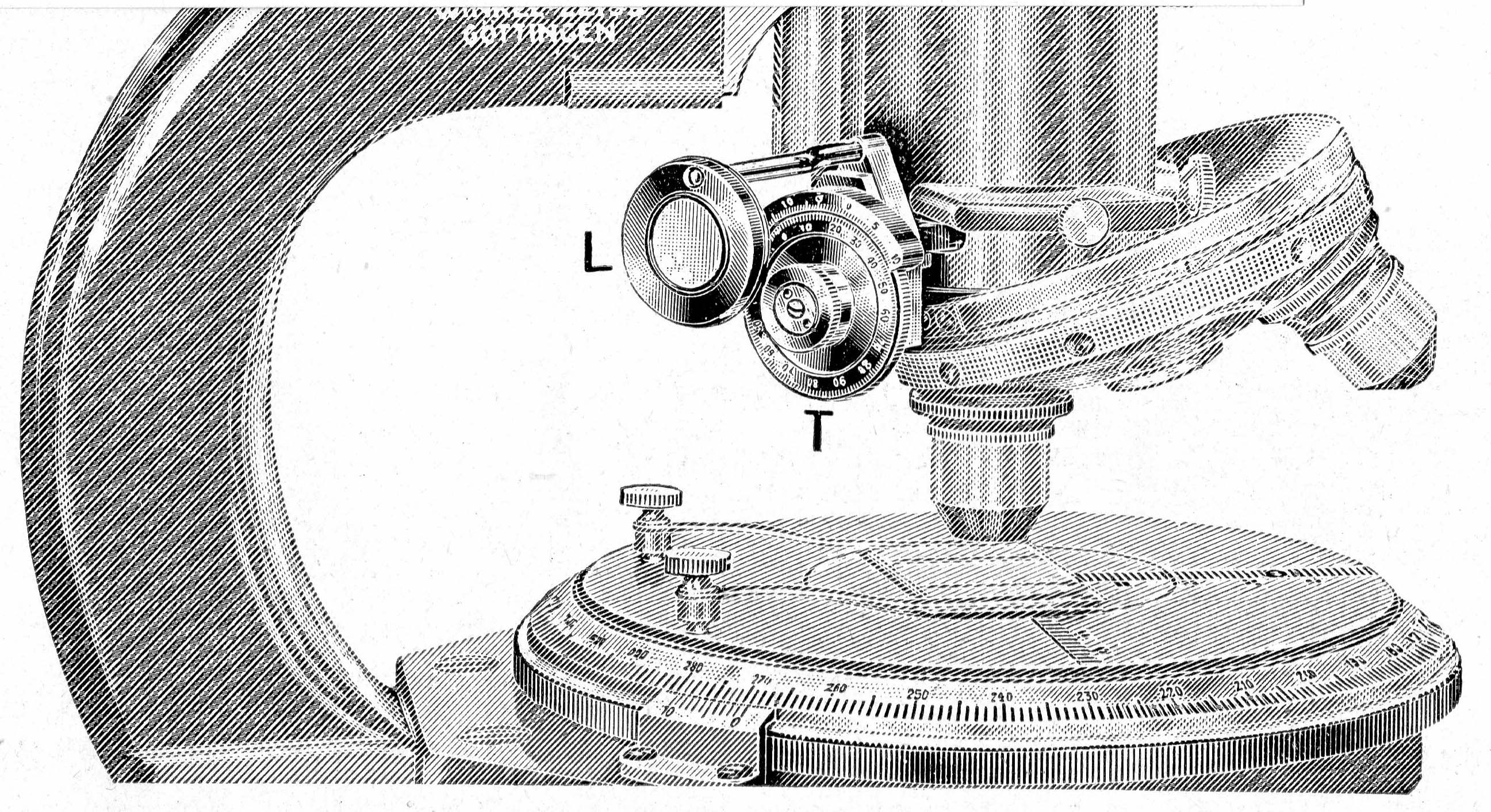
Drehkompensator nach Arthur Ehringhaus, Strichzeichnung 1935

Seine Tätigkeit ist durch folgende ausgewählte Leistungen gekennzeichnet:
- Erstmalige Einführung der relativen Dispersion der Doppelbrechung in die Kristallphysik
- Bau verbesserter Drehkompensatoren
- Prüfung der Smoluchowskischen Koagulationstheorie durch spaltultramikroskopische Untersuchungen von Boraxschmelzen
- Verbesserung des Polarisationsmikroskops, speziell im konoskopischen Strahlengang und durch Schaffung eines anastigmatischen Tubusanalysators
- Verbesserung der Drehtischeinrichtungen
- Ausbau der Polarisationsmikroskopie für auffallendes Licht durch Ausrüstung mit Vertikalilluminatoren
- Schaffung einer optischen Spannungsmesseinrichtung für Rahmenwerke der Technik.

Ehringhaus publizierte umfangreich in naturwissenschaftlichen Fachzeitschriften. Bekannt ist er vor allem durch die Veröffentlichung Das Mikroskop, seine wissenschaftlichen Grundlagen und seine Anwendung. Darin erläuterte er auf leicht verständliche Weise die Funktionsweise und den Aufbau des Mikroskops.
Im März 1947 erlitt er einen Schlaganfall und starb am 11. Januar 1948 nach einem weiteren Schlaganfall.